# كارلوس بابينغتون
كارلوس بابينغتون (بالإسبانية: Carlos Babington)‏ (مواليد 20 سبتمبر 1949) هو لاعب كرة قدم. يلعب مع منتخب الأرجنتين لكرة القدم. سبق له أن لعب في كأس العالم لكرة القدم مع منتخب بلاده.

## روابط خارجية
- كارلوس بيبغتون على موقع الاتحاد الدولي (مؤرشف)  (الإنجليزية)
- كارلوس بيبغتون على موقع قاعدة بيانات كرة القدم.إي يو (الإنجليزية)
- كارلوس بيبغتون على موقع بيانات كرة القدم. دي إي (الألمانية)
- كارلوس بيبغتون على موقع ناشيونال فوتبول تيمز (الإنجليزية)
- كارلوس بيبغتون على موقع عالم كرة القدم.نت (الإنجليزية)